# Mami Watta (drag queen)
Mami Watta es una drag queen marfileña conocida por competir en la segunda temporada de Drag Race Francia.

## Biografía
Proveniente de una familia católica de Abiyán, Mami Watta sufrió acoso en la escuela durante su infancia debido a sus modales afeminados. Inspirada por el programa RuPaul's Drag Race, comienza a maquillarse en secreto, sola en su baño, y borra su trabajo antes de salir de la habitación. Se declaró gay en 2018, mientras estudiaba Derecho, y su visibilidad destacó en la comunidad queer de Abiyán, más acostumbrada a la discreción para preservar su seguridad.
En agosto de 2019, abandonó Costa de Marfil para instalarse en Burdeos y poder vivir más libremente su identidad, después de que su madre le obligara a someterse a una terapia de conversión. Ante el aislamiento que encontró en esta ciudad, partió hacia Saint-Denis. Llegó a Île-de-France, se incorporó a la escena del ballroom en la casa Ladurée y comenzó su carrera como drag queen. Dejó sus estudios tras obtener un máster 2 para dedicarse de lleno al drag.

## Estilo drag
Después de haber sido acusada durante toda su infancia de estar “habitada por el espíritu de Mami Wata” y de tener que liberarse de él, decide retomar este nombre para recuperar su cultura africana y asumir su identidad.
Mostrándose generalmente desnuda, Mami Watta ha servido de influencia para las grandes figuras negras de la historia: Beyoncé, Grace Jones, Naomi Campbell y Abla Pokou.
Ella es una de las participantes de Drag Race que menos ha gastao en sus outfits, teniendo un presupuesto de 1.500 euros para su temporada mientras que Cookie Kunty gastó más de 20.000 euros. Sus outfits se basan en el trabajo comunitario de su casa, como su homenaje a Grace Jones.
Têtu celebra su sentido del humor y el absurdo.